# Asplenium subemarginatum
Asplenium subemarginatum är en svartbräkenväxtart som beskrevs av Eduard Rosenstock. Asplenium subemarginatum ingår i släktet Asplenium och familjen Aspleniaceae. Inga underarter finns listade.